# Imagerie des coquillages
L'imagerie des coquillages,,,, est un ensemble de techniques permettant d'obtenir des images radiographiques de la structure interne de la coquille de certains mollusques. 

## Radiographie conventionnelle
En agrandissement radiographique direct (enhancement) au format final 36 × 43 cm (avec un tube à rayons X doté d'une cathode de 0,1 mm avec un kilovoltage à sa limite inférieure d'émission (45 kV), un débit de quelques milliampères-seconde (mA s), et sans adjonction de filtre, ni de grille antidiffusante, ni écran renforçateur à radio-luminescence, et une distance objet-film voisine du mètre (air-gaping).

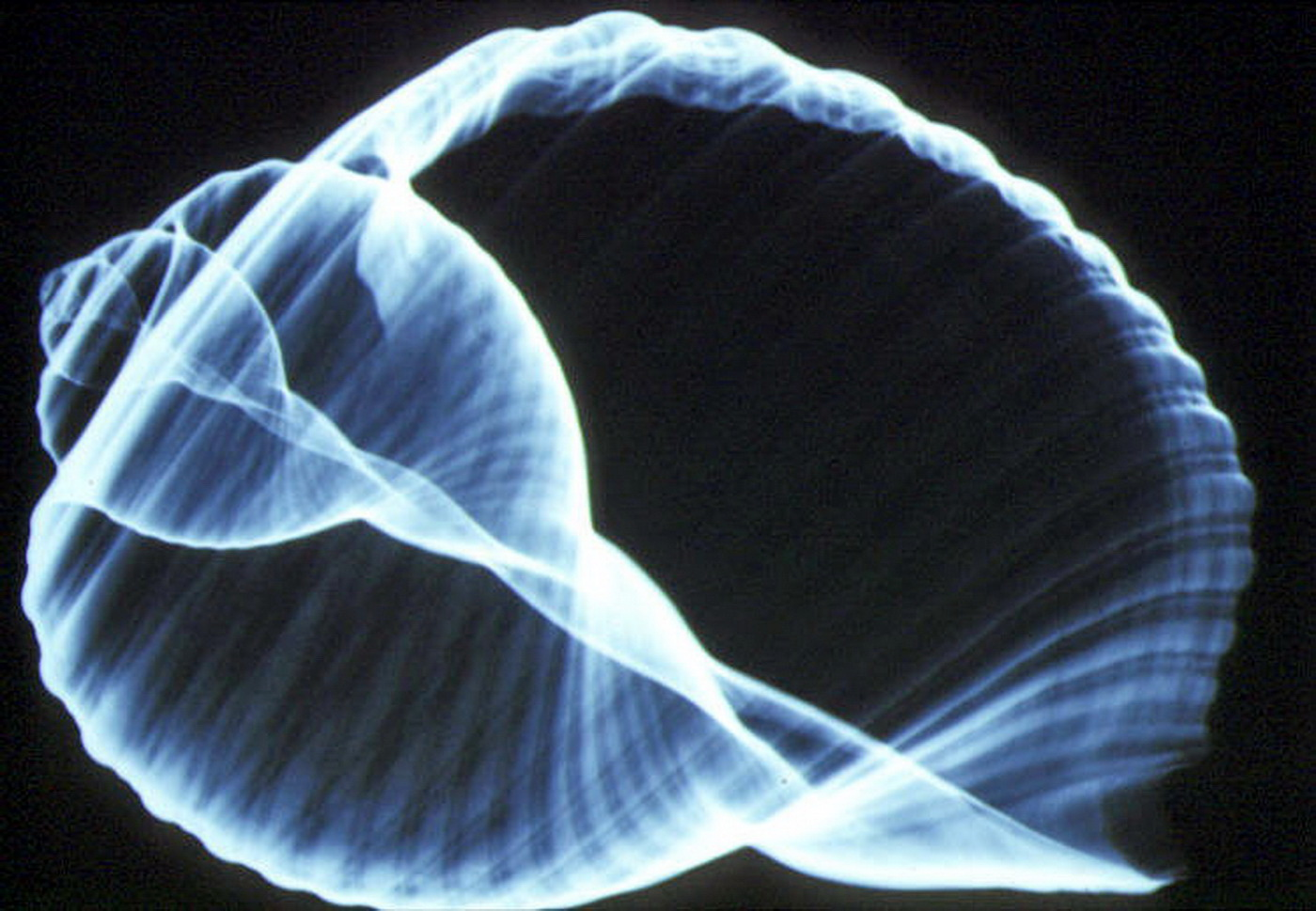
Image radiographique standard de Dolium géant.
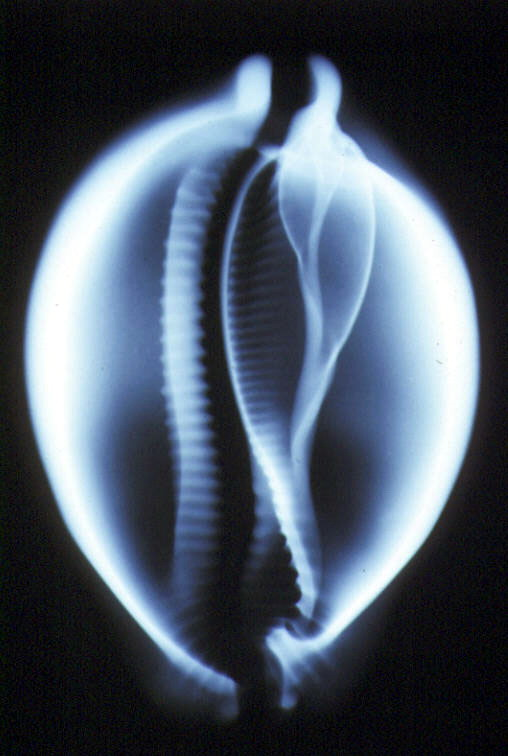
Image radiographique standard de Porcelaine.
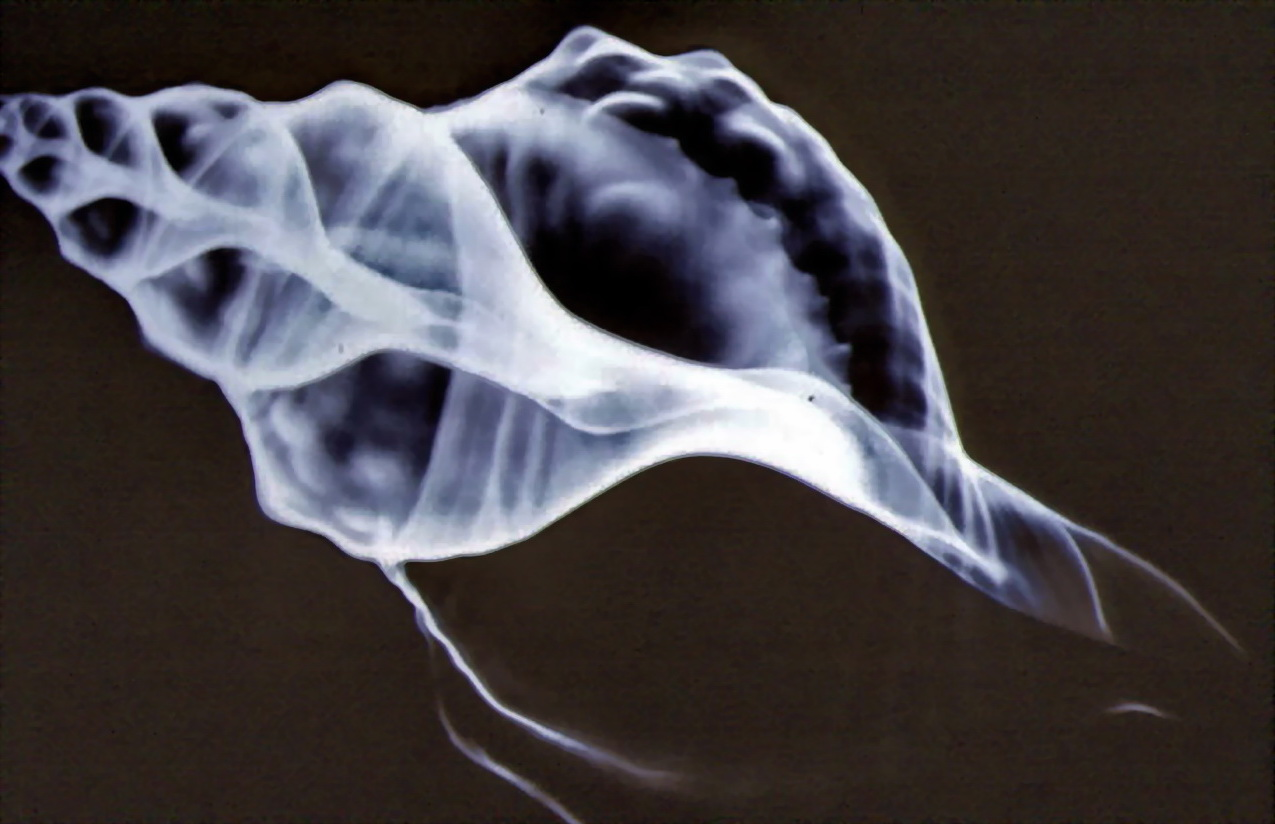
Image radiographique standard de Triton géant.
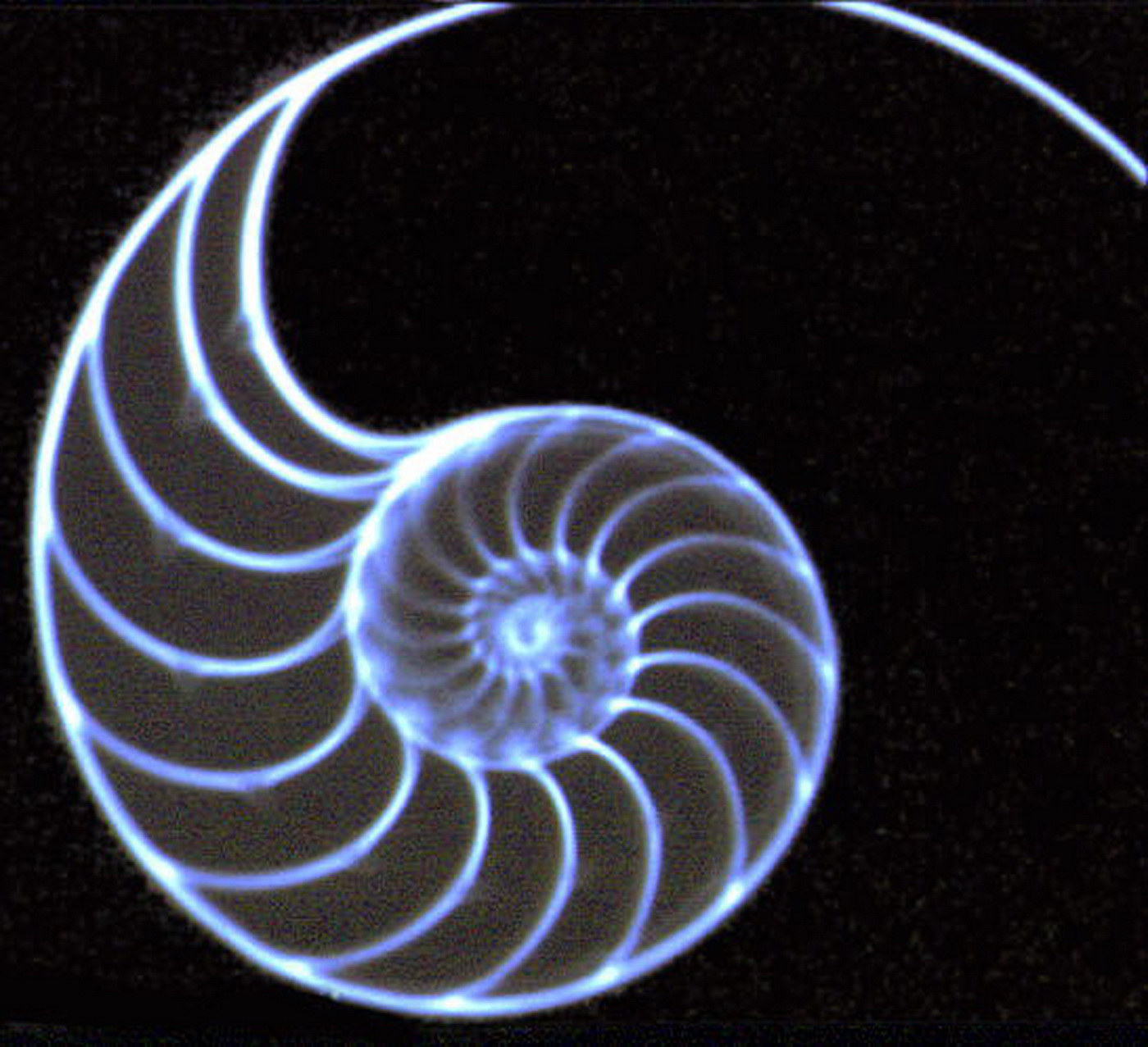
Image radiographique de nautile en agrandissement direct (foyer de 0,1 mm) : profil.
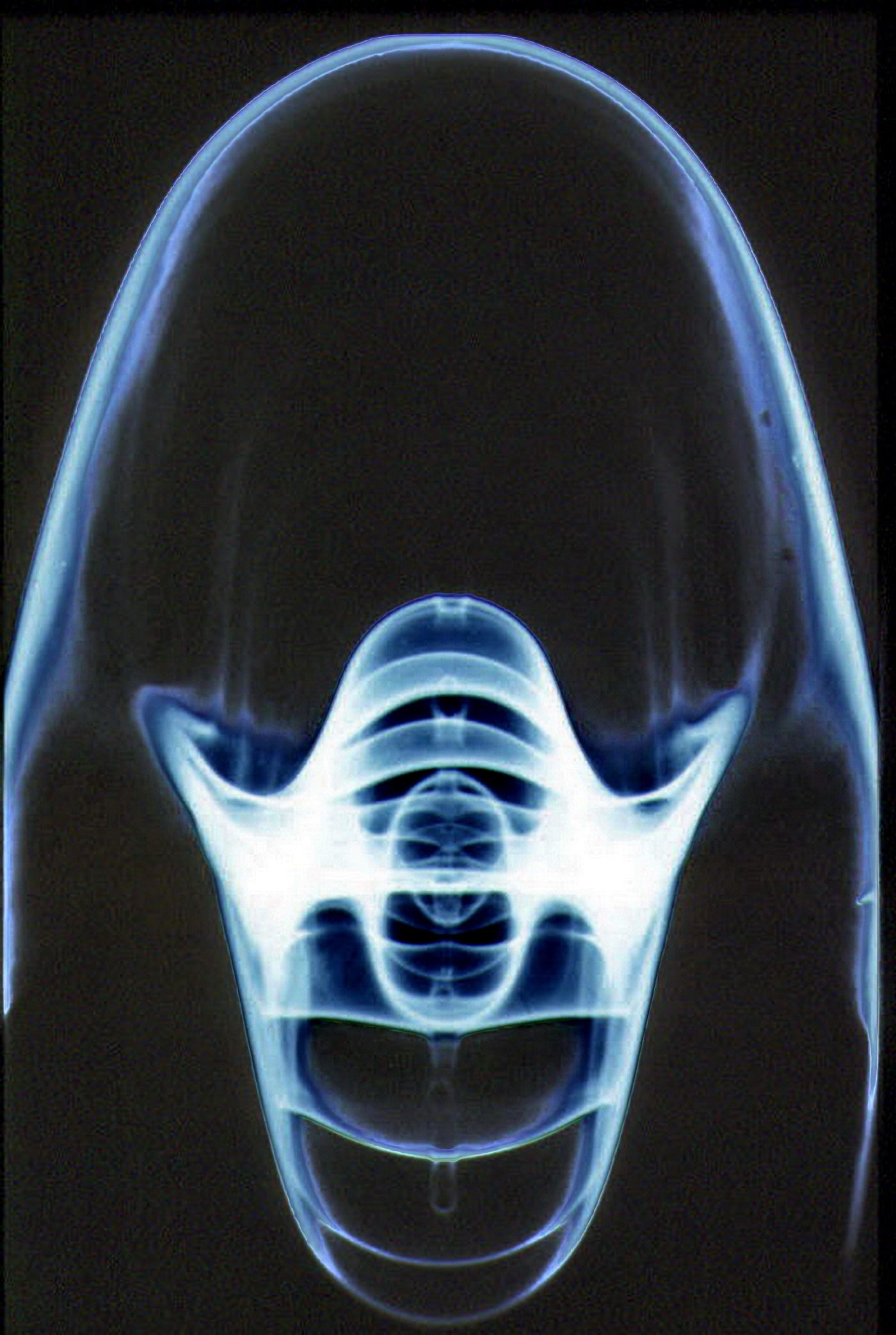
Image radiographique de nautile en agrandissement direct (foyer de 0,1 mm) : axial.

## Scanner (tomodensitométrie)
Scanner (tomodensitométrie) :

### Vue  de profil

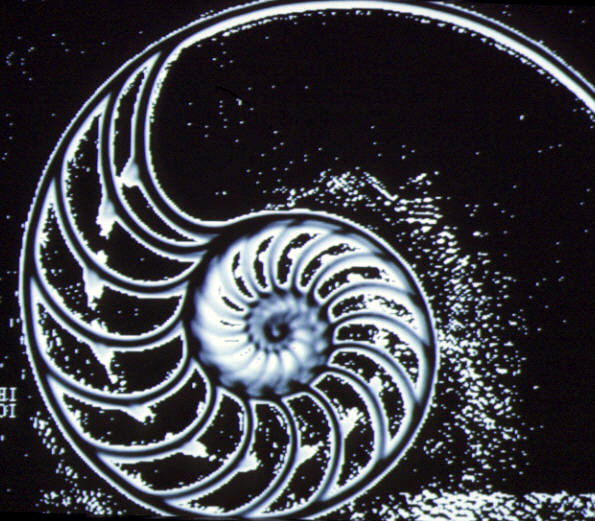
Image de nautile en scanographie (tomodensitométrie).
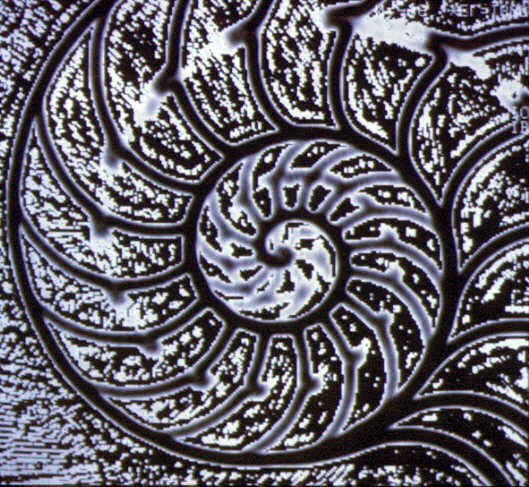
Image de nautile en scanographie (tomodensitométrie).
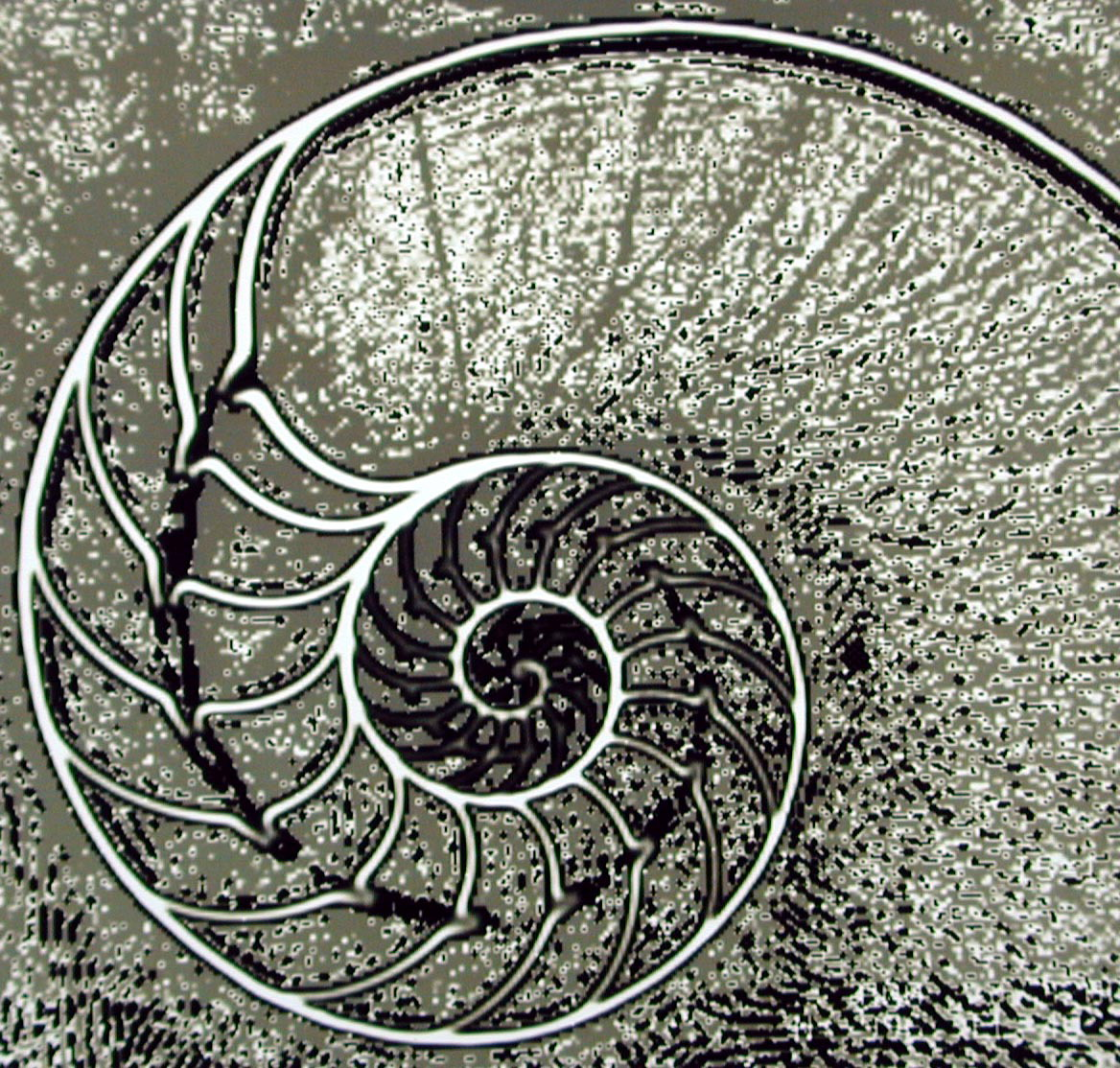
Image de nautile en scanographie (tomodensitométrie).

### Vue axiale

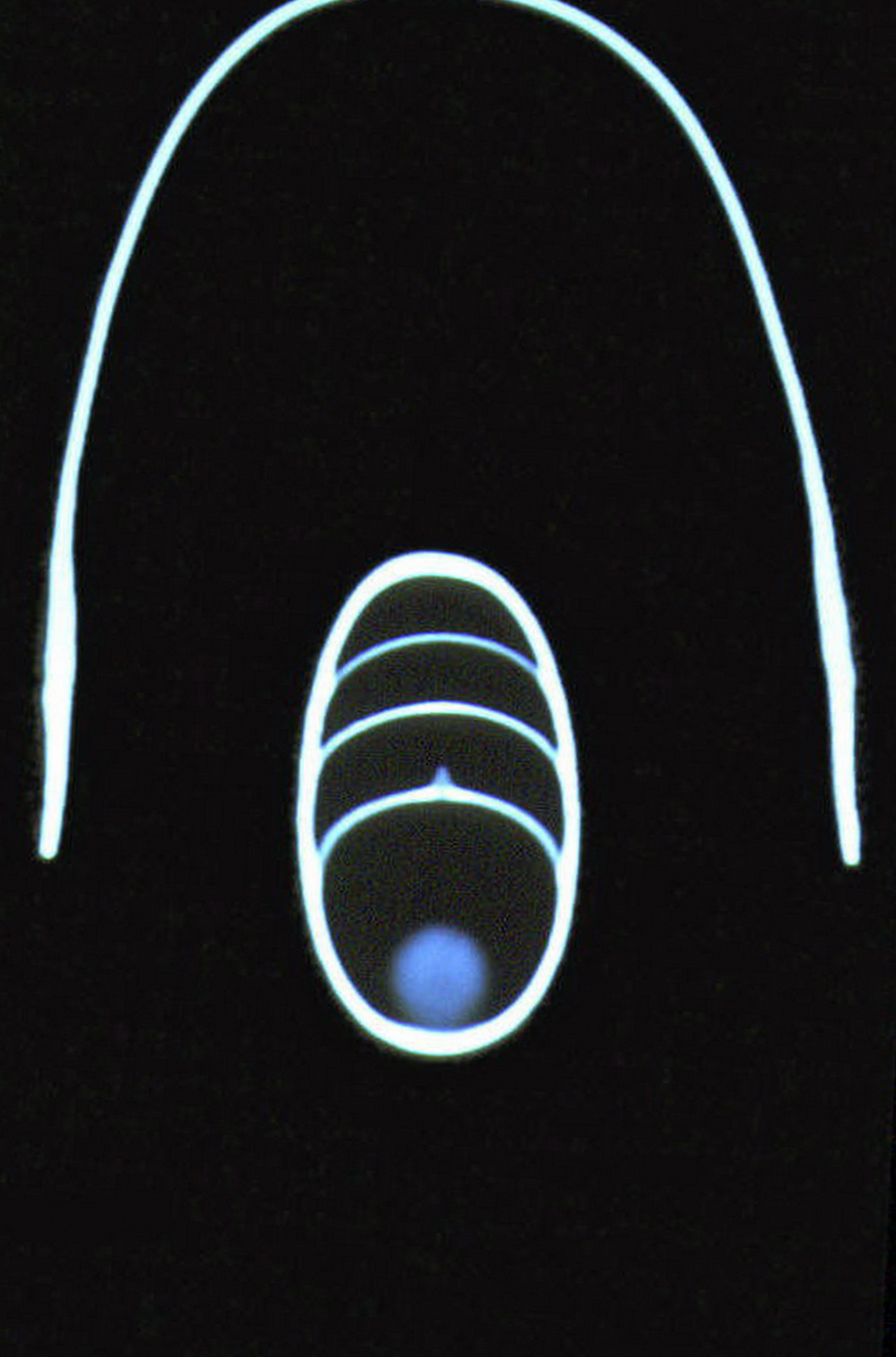
Image de nautile en scanographie (tomodensitométrie).
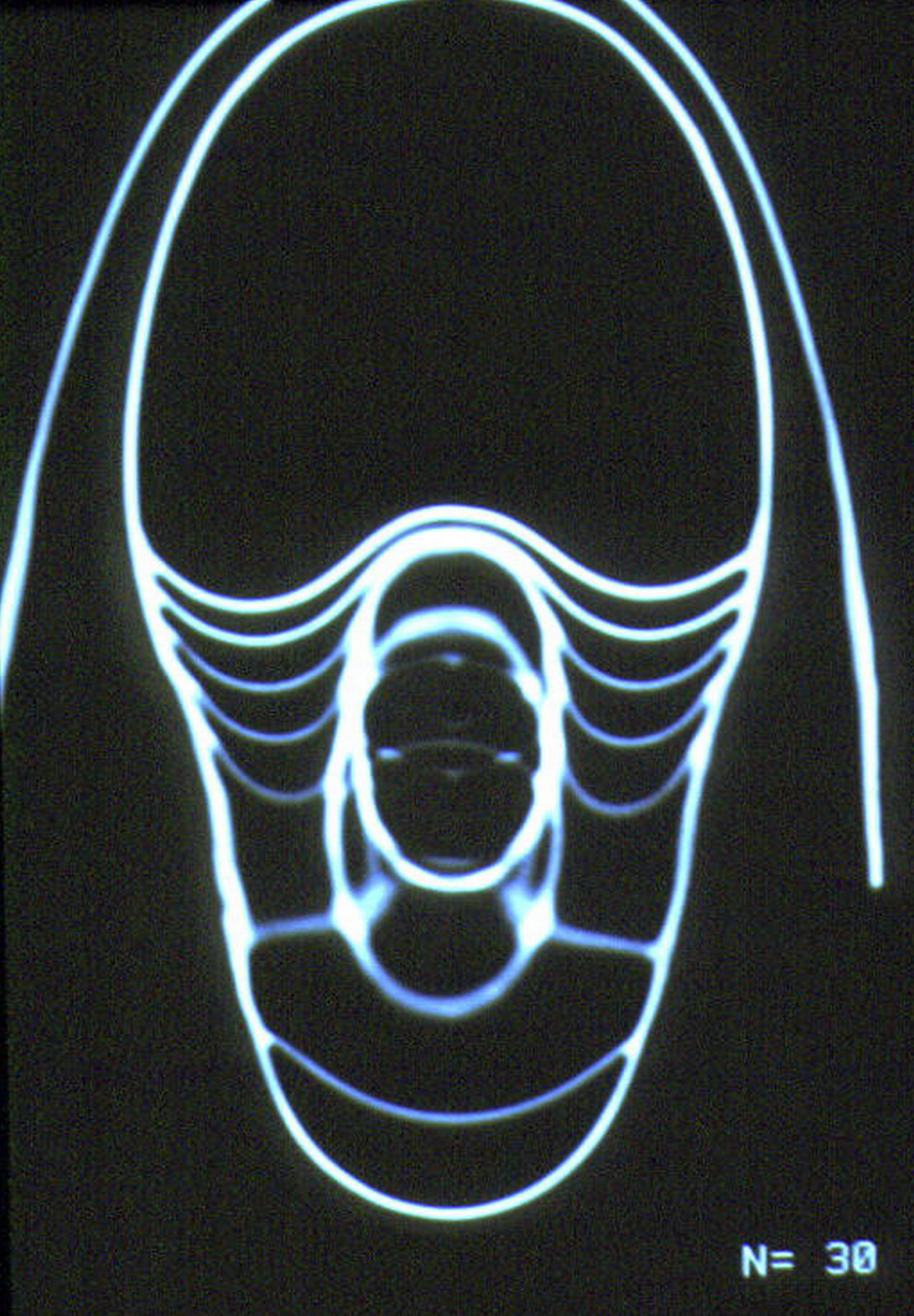
Image de nautile en scanographie (tomodensitométrie).
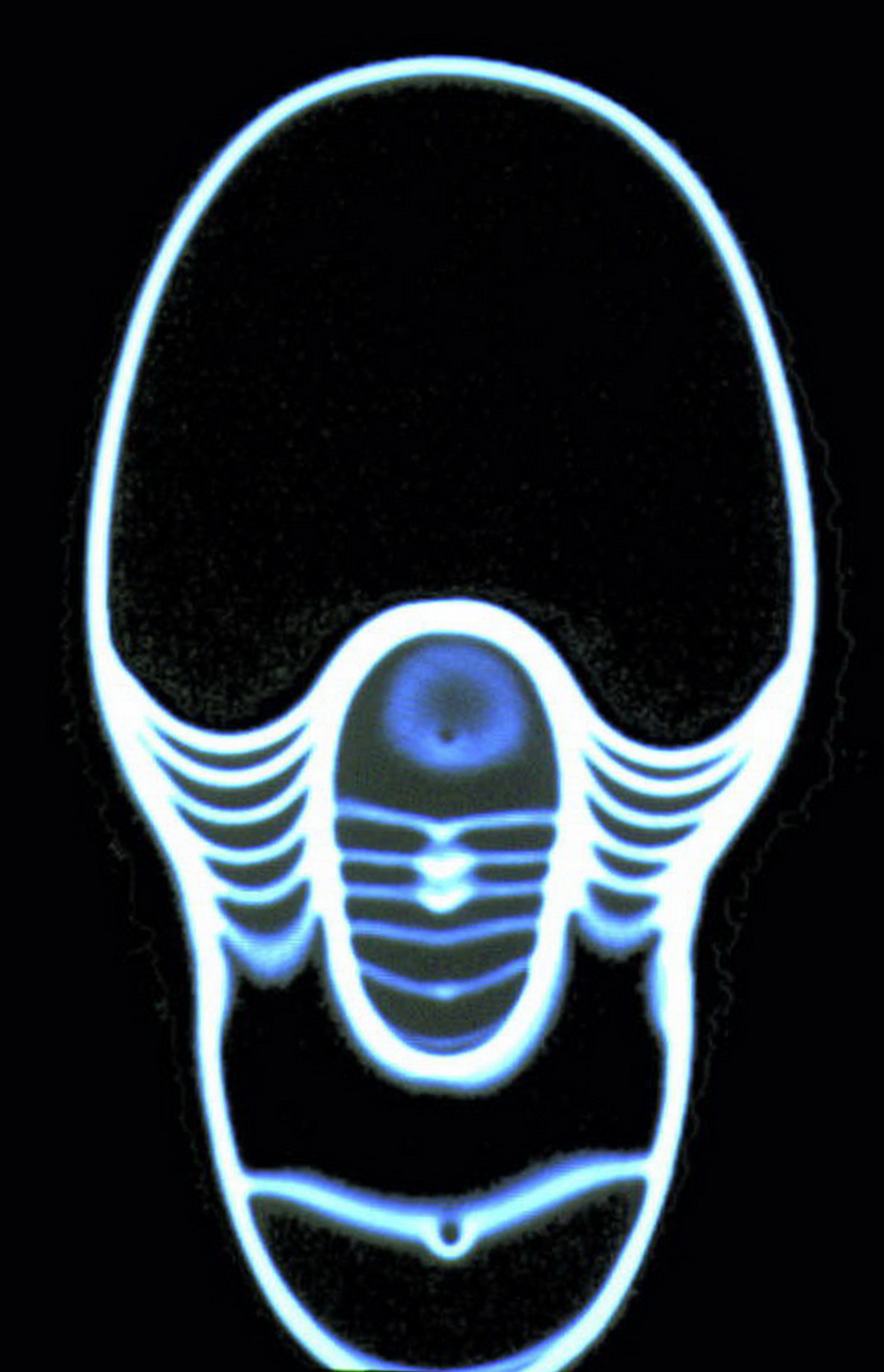
Image de nautile en scanographie (tomodensitométrie).

## IRM (Imagerie par résonance magnétique)
- Très décevant (faible teneur en eau, et donc en ions hydrogène visualisés).

## Reconstruction3Dentomodensitométrie

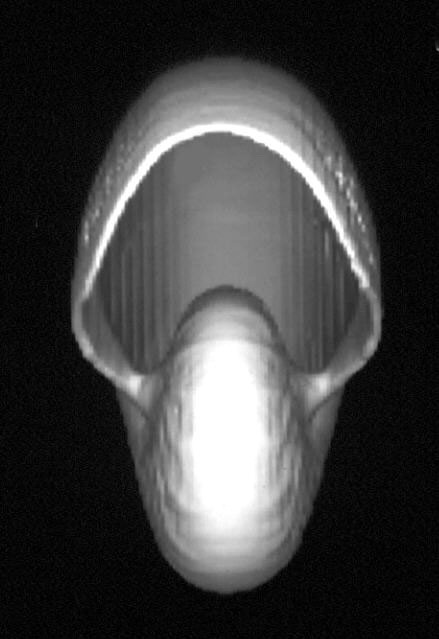
Reconstruction volumique tridimensionnelle de nautile en scanographie.
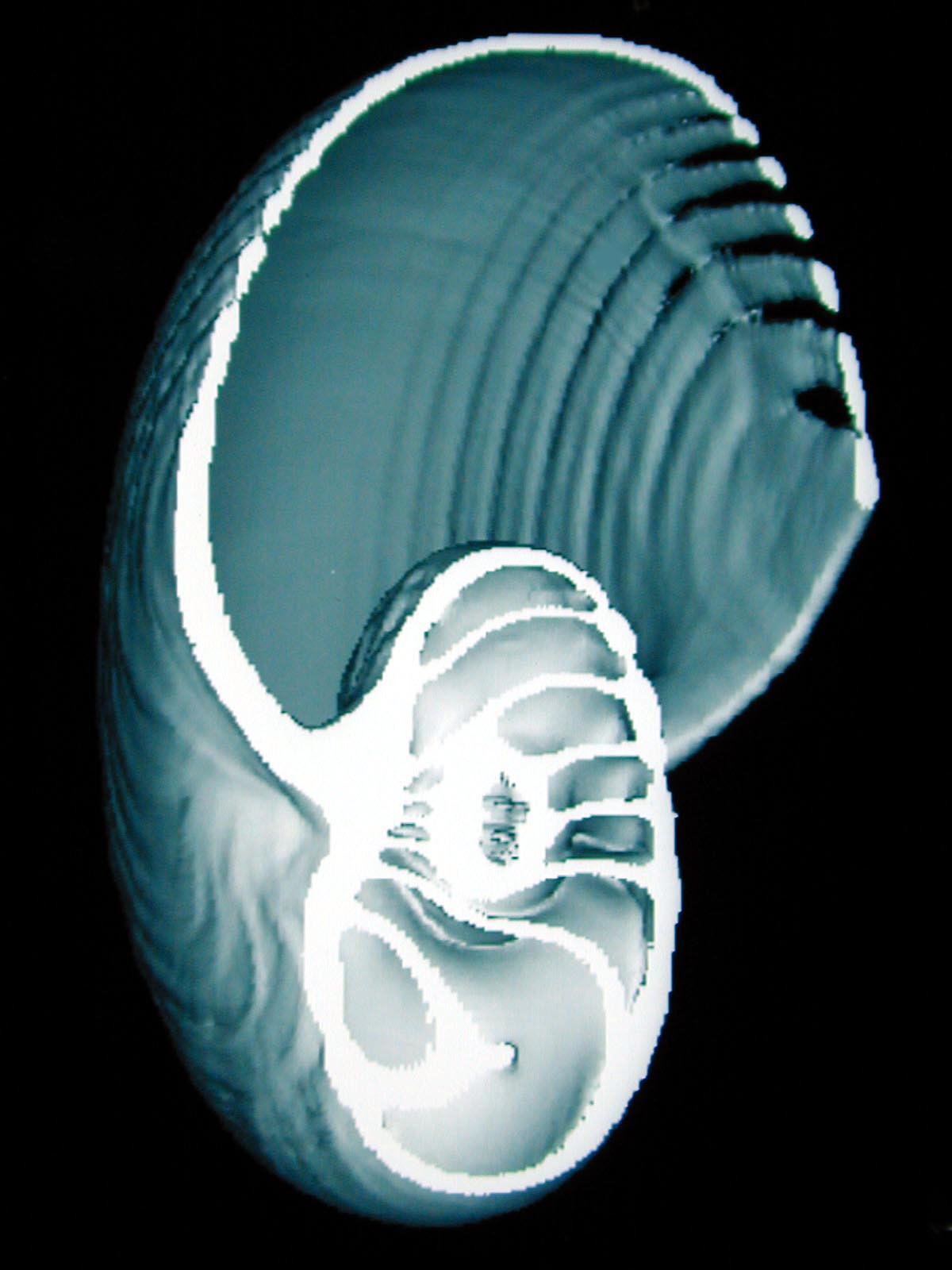
Reconstruction volumique tridimensionnelle de nautile en scanographie.
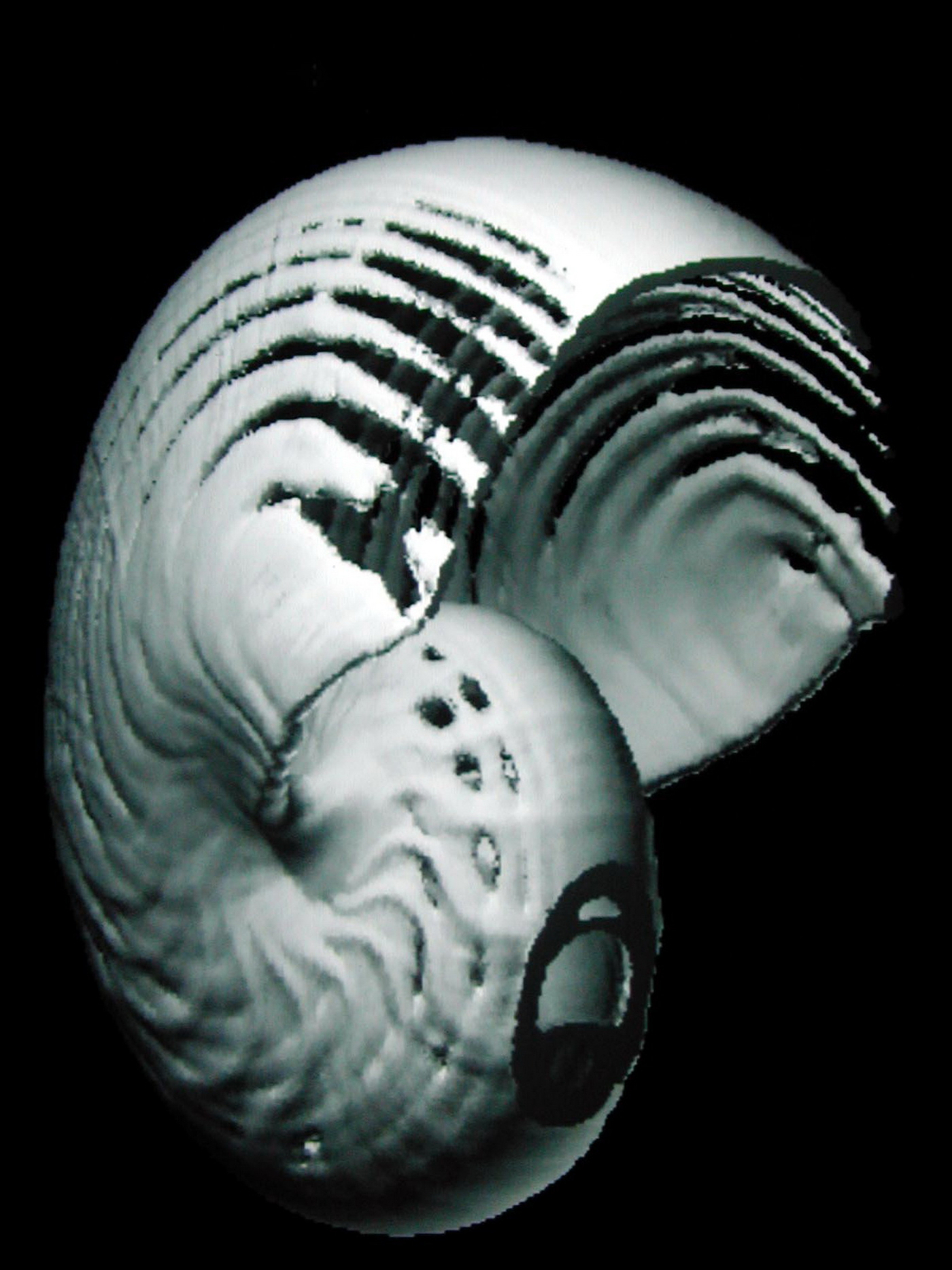
Reconstruction volumique tridimensionnelle de nautile en scanographie.